# Labelle
LaBelle, amerikansk vokal sångtrio bildad 1962 som Patti LaBelle and the Blue-Belles. När gruppen bildades var medlemmarna fyra: Patti LaBelle, Cindy Birdsong, Wynona "Nona" Hendryx och Sarah Dash.
Under 1960-talet hade gruppen ett typiskt soulinfluerat tjejgruppssound inte olikt Supremes eller Martha and the Vandellas. De hade några halvstora hits i USA fram tills Birdsong lämnad gruppen 1967 för att gå med i Supremes. Man tog aldrig in en ersättare för henne utan forttsatte som en trio. Gruppen var fortsatt aktiv under början av 1970-talet och utvecklade ett mer funkinspirerat sound. Men de nådde inte kommersiell framgång. Det kom att ändras då gruppen 1974 släppte singeln Lady Marmalade på Epic Records. Låten toppade billboardlistan och kom att med sina vågade franska refräng "voulez vous coucher avec moi (ce soir)" bli deras enda riktigt stora hit. LaBelle upplöstes två år senare efter att inte ha lyckats följa upp framgången med ovanstående låt. Sångerskorna gjorde därefter solokarriär med varierat resultat.

## Medlemmar
The Blue Belles (1962) / Patti LaBelle & The Blue Belles (1962–1967)
- Patricia "Patsy" Louise Holt / Patti LaBelle
- Nona Hendryx
- Sarah Dash
- Cindy Birdsong

Holt bytte namn till Patti LaBelle 1962.
Patti LaBelle & The Blue Belles (1967–1970)
- Patti LaBelle
- Nona Hendryx
- Sarah Dash

- Birdsong lämnade gruppen och blev medlem i The Supremes 1967.

LaBelle (1970–1976, 2005–2009)
- Patti LaBelle
- Nona Hendryx
- Sarah Dash

## Diskografi (urval)
Album som The Blue Belles (Patti La Belle and Her Blue Belles; Patti LaBelle and The Bluebelles)
- Sweethearts of the Apollo (1963)
- Sleigh Bells, Jingle Bells and Blue Belles (1963)
- On Stage (1964)
- Over the Rainbow (1966)
- Dreamer (1967)

Album som LaBelle
- Labelle (1971)
- Moon Shadow (1972)
- Pressure Cookin' (1973)
- Nightbirds (1974)
- Phoenix (1975)
- Chameleon (1976)
- Back to Now (2008)